# Jamie Cureton
Pour les articles homonymes, voir Cureton.
Jamie Cureton est un footballeur anglais né le 28 août 1975 à  Bristol (Angleterre). Il a notamment joué au poste d'attaquant à Colchester United et à Norwich City. 
Lors de la saison 2006-2007, Jamie Cureton termine meilleur buteur de la Football League Championship (D2) avec Colchester, inscrivant 23 buts en 44 matchs. À la fin de cette saison, il est acheté par Norwich City, en tant que remplaçant de Robert Earnshaw, celui-ci ayant été vendu à Derby.

## Carrière
- 1993-1996 : Norwich City ( Angleterre)
- 1996-2000 : Bristol Rovers ( Angleterre)
- 2000-2003 : Reading ( Angleterre)
- 2003-2004 : Busan I'Park ( Corée du Sud)
- 2004-2005 : Queens Park Rangers ( Angleterre)
- 2005-2006 : Swindon Town ( Angleterre)
- 2006-2007 : Colchester United ( Angleterre)
- 2007-2008 : Norwich City ( Angleterre)
- 2008-2009 : Barnsley FC ( Angleterre)
- 2009 : Norwich City ( Angleterre)
- 2009-2010 : Shrewsbury Town ( Angleterre)
- 2010-2013 : Exeter City ( Angleterre)
- 2013-2014 : Cheltenham Town ( Angleterre)
- 2014- : Dagenham & Redbridge Football Club ( Angleterre)

### Distinctions personnelles
- Membre de l'équipe type de D4 anglaise en 2013.